# José Solano y Bote
José Solano y Bote (Zorita, província de Cáceres, 6 de março de 1726 – Madrid, 24 de março de 1806), 1.º marquês del Socorro e IX Capitão General da Armada Real de Espanha, mais conhecido por José Solano, foi um militar da Armada de Espanha, político e administrador colonial, geógrafo e explorador, que se distinguiu pelas suas viagens na bacia do rio Amazonas.

## Biografia
José Solano y Bote nasceu a 6 de Março de 1726 em Zorita, província de Cáceres, região da Estremadura de Espanha, filho de Agustín de Solano y Carrasco e de María Bote y Carrasco, neto por linha paterna de Pedro Solano de Valencia e de Ana Carrasco y Díez, e neto por linha materna de Juan Bote Moreno e de Teresa Carrasco y Díez. Casou com Rafaela Ortiz de Rozas y Ruiz de Briviesca e teve vários filhos: José María de las Mercedes, María de la Merced, María del Rosario, María del Carmen, Francisco Jose María, María de la Concepción, María Manuela Josefa Ramona, Estanislao Ramón José, Joaquín José Ramón, Antonio e Eulogio.
José Solano teve uma extensa carreira naval, que iniciou em 1742, aos 16 anos de idade, e apenas terminou quando faleceu em 1806. Ao longo dessa carreira ascendeu rapidamente pelos seus méritos até ao posto supremo de Capitán General de la Armada em 1804.
Pouco depois de se ter alistado na Armada participou na Batalha de Toulon (1744), na qual a Armada Espanhola derroto a sua congénere britânica.
Em consequência da bravura com que se portou naquela batalha foi promovido por distinção ao posto de "alférez de fragata". Em 1754 foi promovido a "capitán de fragata" e enviado para as Américas como membro da comissão nomeada com o objectivo de no âmbito do acordo de paz entre a Espanha e Portugal, que ficaria conhecido por Tratado de Madrid (1750), demarcar as fronteiras entre as colónias espanholas e o Brasil.
Em resultado daquela nomeação, Solano passou sete anos em viagens de exploração na bacia do rio Orinoco, percorrendo aquele rio e os seus tributários, intercaladas com diversas idas a Bogotá para obter fundos adicionais do vice-rei ali sediado.
Quando em 1761 concluiu a sua comissão foi promovido ao posto de "capitán de navío". Em 1762, quando se desencadeou a guerra entre a Espanha e a Grã-Bretanha, foi nomeado comandante do "Rayo", uma navio de linha de 100 canhões construído em Havana.
No ano seguinte, Solano foi nomeado governador da Venezuela, cargo que exerceu de 1763 a 1770. Durante o seu mandato na Venezuela tomou a iniciativa, em 1766, de promover a construção do forte  hoje conhecido por Fortim Solano a Puerto Cabello. Também se lhe deve a fundação, em Abril de 1768, do actual Município de Chacao, na Venezuela, com a intenção de povoar o sítio e defender os seus povoadores e indígenas. Solano ficou conhecido pelo seu sentido de justiça na época colonial. Também fundou várias escolas e foi um temível inimigo do contrabando e do vandalismo.
Em 1773 foi nomeado governador e capitão-general de Santo Domingo. Neste cargo trabalhou na demarcação da fronteira com os territórios franceses do Haiti.
Pelo seu papel na Batalha de Pensacola, em Março de 1781, na qual foi em ajuda do governador da Luisiana, Bernardo de Gálvez, Solano foi promovido a tenente general (1782).
A 25 de Julho de 1784, o rei Carlos III de Espanha concedeu-lhe o título de Marquês del Socorro, incluindo no respectivo alvará uma exposição dos méritos e serviços prestados. Nesse real despacho inclui-se o seguinte: que fue vuestro mando en la guerra de tanto acierto, que no solo impedisteis al enemigo de hacer aquella conquista, echando los enemigos del Seno mejicano y costas de Honduras y tomarles la isla de Providencia y demás Lucayas o de Bahamas; y además mantuvieseis el comercio marítimo de aquellos mis Dominios entre si y con estos mis Reinos ya con el todo de mi Escuadra o parte y ya con escoltas de ellas; habiendo sido vuestra conducta gran causa de la ventajosa paz con que he determinado la última guerra; y finalmente que finalizada habéis conducido de aquellos mis Dominios a estos la Escuadra que habéis mandado y cargada de tesoros míos y del Comercio.
Em Agosto de 1796, durante a Expedição à Terra Nova, destruiu o arsenal britânico nas calhetas de Bull e Chateaux, pilhou as ilhas de São Pedro e Miquelão e afundou mais de uma centena de navios mercantes britânicos.
Foi nomeado IX Capitão-General da Armada em 1804, dois anos antes de falecer.
A sua morte foi reconhecida a nível nacional, tendo o rei Carlos IV de Espanha levantado a proibição de prestar honras fúnebres na residência do monarca, um reconhecimento muito especial. Foi sepultado numa capela do Convento del Carmen Descalzo, em Madrid. A cerimónia foi de grande imponência: foi acompanhado por 25 sacerdotes, quatro cantores, as comunidades de São Francisco e dos Carmelitas Descalço, meninos e pobres do Real Hospício e por tropas que lhe prestaram honras fúnebres.
O convento onde estava sepultado foi destruído, dele só restando a Igreja de San José (Madrid) na Calle del Alcalá. Não é seguro se a sepultura onde foi enterrado se mantiveram naquele local ou se as suas ossadas foram trasladadas para a Parroquia. O sacristão da igreja deixou escrito que todos os restos foram recolhidos e enterrados debaixo do piso da igreja depois do incêndio de 1930.
Ao longo da sua carreira José Solano y Bote acumulou uma impressionante lista de honrarias: 1.º Marquês del Socorro; IX Capitão-general da Real Armada Espanhola; cavaleiro de Santiago, com título concedido em San Lorenzo a 11 de Novembro de 1763; cavaleiro grã-cruz da Ordem de Carlos III, concedida a 9 de Abril de 1791; cavaleiro grã-cruz da Sagrada Religião de São João, datada de 12 de Fevereiro de 1795; gentil-homem de câmara, com exercício, título concedido em 8 de Setembro de 1795